# Corydalis tianzhuensis
Corydalis tianzhuensis là một loài thực vật có hoa trong họ Anh túc. Loài này được M.S.Yan & C.J.Wang mô tả khoa học đầu tiên năm 1989.